# Mestre de Taüll

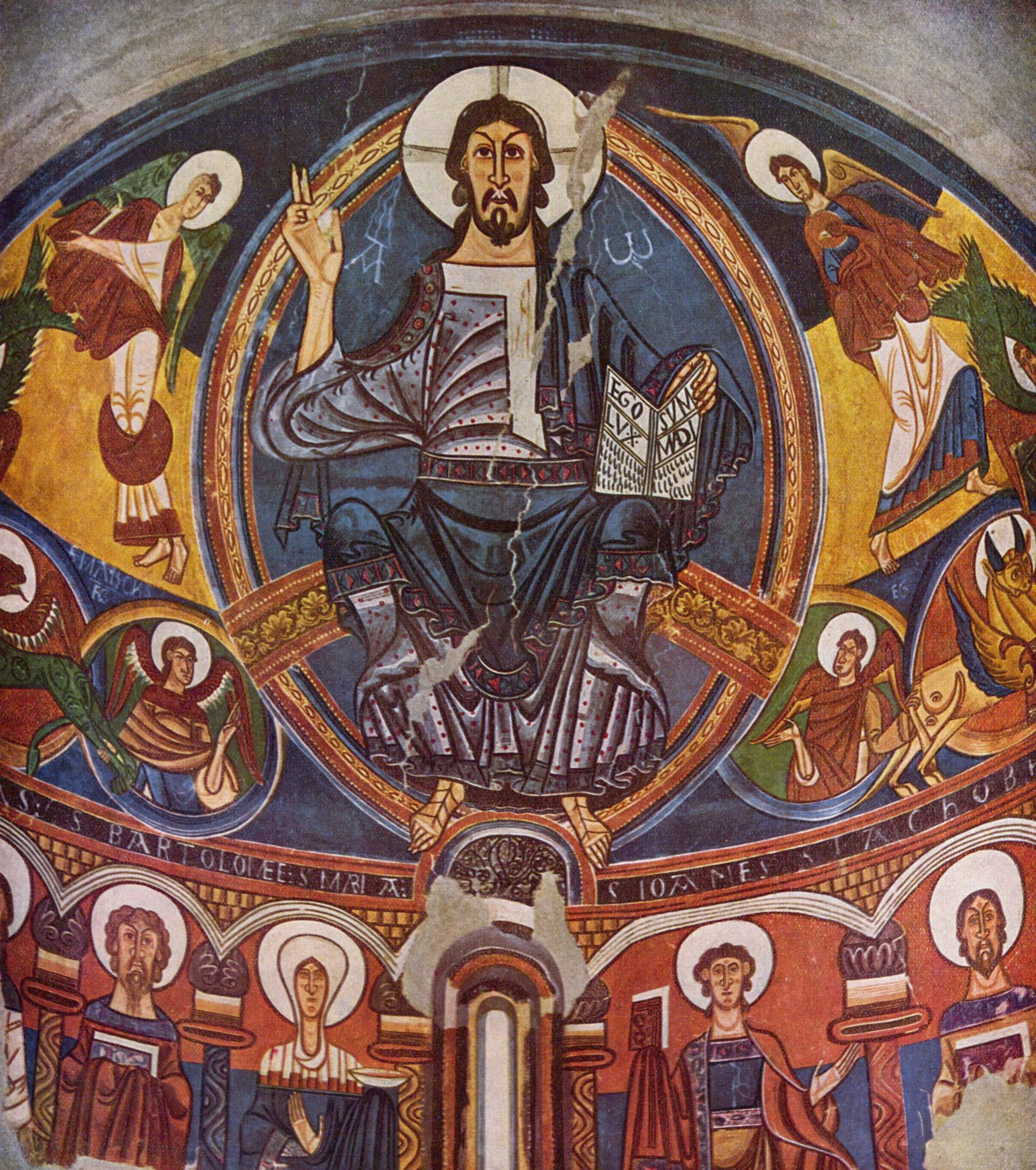
Absis central de Sant Climent de Taüll, amb el Pantocràtor envoltat per la màndorla

El Mestre de Taüll és un pintor d'identitat desconeguda, considerat com el més gran dels pintors de murals del segle xii a Catalunya i un dels més importants pintors romànics d'Europa. La seva principal obra, d'on agafa el seu nom, és la de l'església de Sant Climent de Taüll. Es distingeix com un pintor molt ben format que domina les tècniques i que coneix la iconografia que hi havia a l'ús a l'època.
Es considera gairebé perfecta la seva manera d'articular els espais. Dibuixa les cares de les figures amb gran realisme i estilització. Utilitza en la seva gamma cromàtica dels colors carmí, blau i blanc. S'ha arribat a pensar que va portar des d'Itàlia, a més de les eines, els materials necessaris per al seu treball.
Gràcies a una pintada en una de les columnes de la nau, podem saber que el 10 de desembre de 1123 el bisbe Ramon de Roda va consagrar l'església de Taüll; i és molt probable que entrés en contacte amb aquest mestre, encarregant llavors la decoració del petit absis de la catedral de Roda d'Isàvena a Osca.
Les pintures de la capella major de Santa Maria de Taüll tenen prou afinitat amb les de Sant Climent, l'artista havia de ser del cercle del Mestre de Taüll, encara que el seu treball és menys genial i amb una gamma cromàtica menys rica en matisos.